# Virginia Yeung Yik Kei
Virginia Yeung Yik Kei (chinesisch 楊燚旂, Pinyin Yáng Yìqí, * 14. Februar 1992) ist eine Badmintonspielerin aus Hongkong. 

## Karriere
Virginia Yeung Yik Kei siegte 2011 bei den Dutch Juniors. Bei den German Juniors 2011 belegte sie Rang zwei. 2009 und 2010 nahm sie an den Badminton-Juniorenweltmeisterschaften teil. 2010, 2011 und 2012 qualifizierte sie sich für das Hauptfeld der Hong Kong Super Series. Auch bei den Macau Open 2012 stand sie in der Hauptrunde.